# Phaethornis mexicanus
El colibrí ermitaño mexicano (Phaethornis mexicanus) o ermitaño mexicano, es una especie de ave apodiforme de la familia Trochilidae, perteneciente al numeroso género Phaethornis. Es endémico de México.

## Distribución y hábitat
Se distribuye en la costa del Pacífico mexicano, desde el suroeste de Nayarit hasta Jalisco y Colima (sierra de Manantlán), y desde el noroeste de Guerrero (río Balsas) hasta el sur de Oaxaca.
Habita en selvas húmedas y sus bordes, en enmarañados de Heliconia y en quebradas sombrías en bosques semi-caducifolios. Hasta los 2000 m de altitud.

## Sistemática

### Descripción original
La especie P. mexicanus fue descrita por primera vez por el ornitólogo alemán Ernst Hartert en 1897 bajo el nombre científico Phaëthornis mexicanus; su localidad tipo es: «Dos Arroyos, cerca de Chilpancingo, Guerrero».

### Etimología
El nombre genérico masculino «Phaethornis» se compone de las palabras del griego «phaethōn» que significa ‘sol’ y «ornis» que significa ‘pájaro’; y el nombre de la especie «mexicanus», se refiere a México, el país de la localidad tipo.

### Taxonomía
La presente especie (incluyendo la subespecie griseoventer), ya fue tratada como conespecífica con Phaethornis longirostris, pero las diferencias morfológicas, de vocalización y los análisis genéticos justificaron plenamente su separación.

### Subespecies
Según las clasificaciones del Congreso Ornitológico Internacional (IOC)  y Clements Checklist/eBird  se reconocen dos subespecies, con su correspondiente distribución geográfica:
- Phaethornis mexicanus griseoventer A.R. Phillips, 1962 – de Nayarit a Colima.
- Phaethornis mexicanus mexicanus Hartert, 1897 – del oeste de Guerrero al sureste de Oaxaca.